# Horký vítr
Horký vítr (v srbském originále Vruć vetar) je komediální seriál, který v roce 1979 natočila jugoslávská televize a odvysílala ho od ledna do března 1980. Scénář napsal Siniša Pavić, režisérem byl Aleksandar Djordjević, hlavní roli Šurdy hrál Ljubiša Samardžić (v české verzi Karel Heřmánek). Ústřední píseň A sad adio nazpíval Oliver Dragojević a Slavko Bešić Čupa. Seriál měl deset hodinových epizod, vznikl podle něj také celovečerní film Dobrodružství Borivoje Šurdiloviće. Československá televize seriál vysílala v roce 1982, s úspěchem se hrál také v Maďarsku a Bulharsku

## Příběh
Hrdinou je třicátník Borivoje Šurdilović, který přijde z malého jihosrbského města do Bělehradu hledat lepší život a ubytuje se u strýce Firgy. Absurdní humor se týká jeho marné snahy najít bydlení a zaměstnání. Lehkomyslnost a hypochondrie vede ke ztroskotání Šurdovy kariéry jako holiče, taxikáře, úředníka atd. Pokusí se uchytit v Německu jako gastarbeiter, ale stesk po domově ho přiměje k návratu. Svůj bohémský způsob života nezmění ani poté, co se ožení s atraktivní letuškou a narodí se jim syn.

## Epizody
1. Člověk na nesprávném místě

2. Taxikář

3. Gasterbeiter

4. Osudové setkání

5. Manželská hádka

6. Byt

7. Na barikádách

8. Vynález

9. Ztroskotání

10. Šampión

## Obsazení
- Ljubiša Samardžić - Borivoje Šurdilović (Šurda)
- Miodrag Čkalja Petrović - Firga, Šurdův strýc
- Radmila Savićević - Šurdova babička
- Vesna Čipčić - Vesna, Šurdova manželka
- Bora Todorović - Slobodan (Bob) Mihajlović, Šurdův kamarád
- Žika Milenković - Sotir (Soča) Šurdilović, Šurdův otec
- Ljubica Ković - Šurdova matka